# 블리츠 (보드 게임)
블리츠(Blitz)는 앤드루 이네스(Andrew Innes)가 디자인한 보드게임으로 2010년에 Anomia Press LLC 사가 출판했다. 원제는 사물이나 대상의 이름을 대지 못하는 언어 장애를 의미하는 '아노미아(Anomia)'지만 국내에서는 블리츠라는 이름으로 판매 중이다. '2010 멘사 셀렉트'상을 포함해 여러 상을 수상했다.

## 게임 구성물
카드는 총 120장인데, 파란색 뒷면의 카드 60장과 보라색 뒷면의 카드 60장을 각각 한 세트로 한다. 한 세트는 54장의 주제 카드와 6장의 와일드 카드로 이루어져 있다. 여기서 카드가 두 세트인 이유는 다양한 단어를 제공하기 위함이다. 난이도 차이는 없으며 각 세트는 카드 무늬에 따라 밸런스가 맞춰져 있다. 따라서 뒷면이 다른 카드 두 세트를 섞어서 사용해선 안된다.
|  |  |  |  |  |  |  |
|  |  |  |  |  |  |  |

- 주제 카드 - 카드의 중앙에 6가지 무늬 중 하나가 그려져있다. 카드 상, 하단의 단어는 주제 단어인데, 모든 게임 참가자가 읽을 수 있도록 대칭으로 적혀있다. 주제 단어의 길이는 2글자 ~ 6글자로 다양하다.
- 와일드 카드 - 6가지 무늬 중 2가지 무늬가 함께 그려져있다.

## 게임 방법
게임 시작에 앞서 카드 두 세트(한 세트당 60장) 중 한 세트를 선택해 잘 섞어준 뒤 2개의 더미로 나눈다. 두 더미를 10cm의 간격을 두어 테이블의 중앙에 놓는다. 카드 더미가 2개인 이유는 다음과 같다.
1. 게임 진행 시 더 쉽게 카드를 뽑을 수 있다.
2. 와일드 카드를 놓을 공간을 확보할 수 있다.

카드를 섞어 게임 준비를 한 사람이 선이 된다. 선부터 2개의 더미 중 원하는 더미에서 카드를 뽑아 재빨리 앞면이 보이도록 본인의 앞에 놓는다. 이때 다른 참가자가 카드의 내용을 볼 수 있도록 카드를 본인의 반대 방향으로 넘기며 뽑는다. 시계 방향으로 돌아가며 진행하며, 자기 차례가 되면 가운데 더미에서 카드를 1장 뽑는다.
주제 카드를 뽑았다면 카드를 자신의 앞에 놓는데, 이미 놓인 카드가 있다면 그 위에 앞면이 보이도록 겹쳐서 한 더미로 놓는다. 이 더미를 플레이 더미라고 부른다. 와일드 카드를 뽑았다면, 카드를 가운데 카드 더미 사이에 공개해 둔다. 와일드 카드를 뽑은 참가자는 카드 1장을 새로 뽑으며, 새로운 와일드 카드가 나오면 기존 와일드 카드 위에 겹쳐 둔다.
2명의 카드에 그려진 무늬가 같을 경우 스피드 단어 연상 대결을 실시한다. 서로 다른 무늬의 카드라 할지라도 와일드 카드에 나와 있는 2개의 무늬라면 같은 무늬로 취급해 스피드 단어 연상 대결을 실시한다.
카드를 뽑는 더미 2개가 다 소진되면 게임이 종료되며, 점수 더미에 가장 많은 카드를 가지고 있는 사람이 승리한다.

### 스피드 단어 연상 대결
같은 무늬의 카드 2장이 나타나면 해당 참가자 2명이 일대일로 대결을 펼친다. 상대편 카드의 주제와 관련된 단어를 먼저 말하는 사람이 대결에 승리한다.  예를 들어 A가 낸 카드의 주제가 '문구류'이고 B가 같은 무늬이면서 주제가 '욕실 용품'인 카드를 냈다고 칠 경우, A는 B가 낸 카드의 주제와 관련된 단어인 샤워커튼, 칫솔걸이 등의 단어를, B는 A가 낸 카드의 주제와 관련된 단어인 연필, 지우개 등의 단어를 상대보다 먼저 말해야 한다. 한 번 외친 단어는 게임을 하는 동안 다시 쓸 수 없으며, 본인의 대결이 아닐 때는 정답 단어를 알려주어선 안된다. 승자는 패자의 해당 카드를 가져와 자신의 플레이 더미 뒤쪽에 뒤집어 보관하는데, 이 더미를 점수 더미라고 부른다.

#### 연속 대결
대결이 일어난 후 승자가 패자의 플레이 더미에서 카드를 1장 가져오면, 패자의 플레이 더미에서 빼앗긴 카드의 아래에 있던 카드가(만약 카드가 있다면) 공개되는데, 이때 대결의 조건이 만족되면 즉시 연속 대결이 펼쳐진다. 모든 연속 대결이 끝나고 더 이상 대결이 일어나지 않을 때, 다음 사람이 가운데 더미에서 새로운 카드를 1장 뽑고 게임을 계속 진행한다.

#### 재대결
대결 중 두 사람이 동시에 답을 말한 경우, 재대결을 실시한다. 대결하지 않는 사람이 두 사람의 재대결을 위해 가운데 더미에서 카드 1장을 뽑아 공개한다. 재대결을 하는 2명은 공개된 카드를 보고 주제에 해당하는 단어를 먼저 말해야 한다. 재대결의 승자는 패자의 플레이 더미에서 카드 1장을 가져오며, 재대결에 사용된 카드는 가운데 더미로 다시 되돌려 놓는다. 만약 재대결을 위해 뽑은 카드가 와일드 카드라면 카드를 다시 더미로 돌려놓고 새로운 카드를 뽑는다.

### 게임 중 유의 사항
- 정답은 게임을 같이 하는 사람들의 동의하에 결정된다. 따라서 유명하지 않거나 허구의 답변을 내놓을 수도 있다. 정답에 불만을 나타내는 사람이 있으면 투표를 해서 결정하는데, 동률이 나온다면 정답으로 인정한다.
- 대결 상황인 것을 해당 참가자들이 인지하지 못했을 경우, 이를 눈치챈 다른 참가자가 대결 상황임을 알려줘야 한다.
- 점수 더미의 카드는 빼앗거나 빼앗기지 않는다.
- 3인 플레이의 경우, 대결 상황을 유도하기 위해 무늬 2가지를 빼고 진행한다. 제외한 무늬가 포함된 와일드 카드 역시 제외한다.

## 이식작
- Anomia : Party Edition (2013) - 보드게임긱 평점 7.09/10.00  [1]
- Anomia X (2017) - 보드게임긱 평점 6.79/10.00  [2]
- Anomia Kids (2017) - 보드게임긱 평점 6.58/10.00  [3]

## 수상 내역

#### 2010
- Mensa Select Winner[4]

#### 2014
- Guldbrikken Best Parlor Game Nominee
- Guldbrikken Best Parlor Game Winner[5]

#### 2016
- Årets Spel Best Adult Game Nominee
- Årets Spel Best Adult Game Winner[6]

#### 2017
- Årets Spill Best Party Game Nominee[7]